# Szczekarzów
Szczekarzów – wieś w Polsce położona w województwie świętokrzyskim, w powiecie kazimierskim, w gminie Skalbmierz.
| SIMC    | Nazwa    | Rodzaj    |
| ------- | -------- | --------- |
| 0268139 | Cegłów   | część wsi |
| 0268145 | Marianów | część wsi |

W latach 1975–1998 miejscowość administracyjnie należała do województwa kieleckiego.